# Horng Shin-jeng
Horng Shin-jeng (chinesisch 洪欣正; * 11. Dezember 1970) ist ein taiwanischer Badmintonspieler. 

## Karriere
Horng Shin-jeng nahm 1991 und 1995 an den Badminton-Weltmeisterschaften teil. 1992 siegte er bei den Weltmeisterschaften der Studenten. Bei den Asienspielen 1998 wurde er Neunter im Herrendoppel. Im gleichen Jahr gewann er die US Open im Doppel.

## Sportliche Erfolge
| Saison | Veranstaltung                     | Disziplin    | Platz | Name                          |
| ------ | --------------------------------- | ------------ | ----- | ----------------------------- |
| 1992   | Weltmeisterschaften der Studenten | Herrendoppel | 1     | Horng Shin-jeng / Horng Wen-i |
| 1998   | US Open                           | Herrendoppel | 1     | Horng Shin-jeng / Lee Wei-jen |
| 1998   | Asienspiele                       | Herrendoppel | 9     | Horng Shin-jeng / Lee Wei-jen |